# 雷蒙-貝倫格爾三世
雷蒙-貝倫格爾三世（Raimond-Bérenger III，約1158年—1181年4月5日），普羅旺斯伯爵（1173—1181）。他是巴塞隆納伯爵拉蒙·貝倫格爾四世的第三子，亞拉岡國王阿方索二世的弟弟。1181年被刺殺，他的弟弟桑喬成為下一任普羅旺斯伯爵。